# Robert Breindl
Robert Breindl (* 24. Oktober 1909; † 27. August 1995) auch „Pius“ genannt, war ein deutscher Fußballspieler.

## Karriere

### Vereine
Breindl gehörte mit 20 Jahren dem Kader des FC Bayern München an, für den er von 1930 bis 1933 in der erstklassigen Südbayerischen Bezirksliga als Außenläufer spielte und in dieser Zeit mit ihnen die Südbayerische Meisterschaft 1931 und 1932 gewann. Nachdem er sich mit der Mannschaft in der Endrunde um die Süddeutsche Meisterschaft der Gruppe Süd/Ost für das Endspiel um die Süddeutsche Meisterschaft gegen Eintracht Frankfurt, dem Sieger der Gruppe Nord/West qualifiziert hatte, unterlag er den Hessen (Abbruch in der 83. Minute beim Stand von 0:2 wegen Zuschauertumulten und Wertung für Eintracht Frankfurt). Als Zweiter der Süddeutschen Meisterschaft war er mit den Bayern als Teilnehmer an der Endrunde um die Meisterschaft 1931/32 dennoch qualifiziert. Er bestritt alle vier Spiele einschließlich des am 12. Juni 1932 in Nürnberg mit 2:0 gewonnenen Finales gegen Eintracht Frankfurt. In den zuvor ausgetragenen Begegnungen, beim 4:2-Achtelfinalsieg gegen Minerva 93 Berlin, beim 3:2-Viertelfinalsieg beim Polizei SV Chemnitz, beim 2:0-Halbfinalsieg gegen den 1. FC Nürnberg, spielte er ebenfalls jeweils 90 Minuten lang.
In der Saison 1933/34 war er für die Bayern zuletzt in der neu eingeführten Gauliga Bayern, eine von 16 Gauligen in Deutschland, aktiv, bevor er zur Saison 1934/35 in die Gauliga Niedersachsen zu Eintracht Braunschweig wechselte. Mit ihm kamen drei weitere Spieler aus Süddeutschland, unter ihnen Ludwig Lachner. Weil der Verein ihnen Arbeitsplätze vermittelt hatte, wurden alle erst nach mehr oder weniger langen Sperren und einem Sportgerichtsurteil freigegeben.
Für Eintracht Braunschweig bestritt Breindl neben den Punktspielen in der Gauliga auch drei Spiele um den neu geschaffenen Tschammerpokal, dem ersten nationalen Pokalwettbewerb in Deutschland und Vorgänger des DFB-Pokals. Er kam sowohl in der 1. Schlussrunde, beim 6:3-Sieg gegen den Reichsbahn SV Berlin, als auch in der 2. Schlussrunde, beim 7:0-Sieg gegen den 1. SV Jena zum Einsatz; in diesem Spiel gelangen ihm zwei Tore. In der 3. Schlussrunde verlor er mit der Mannschaft beim Polizei SV Chemnitz mit 2:4 und schied aus dem Wettbewerb aus.

### Auswahlmannschaft
Den Gauauswahlwettbewerb um den Adolf-Hitler-Pokal 1933 gewann er mit der Gauauswahl Bayern. Dabei kam er nicht im notwendig gewordenen Wiederholungsspiel am 6. August 1933 in München, beim 6:1-Sieg über die Gauauswahl Berlin-Brandenburg zum Einsatz, sondern im Finale am 23. Juli 1933, das mit 2:2 unentschieden keinen Sieger fand.